# 21478 Меггіделано
21478 Меггіделано (21478 Maggiedelano) — астероїд головного поясу, відкритий 23 квітня 1998 року.
Тіссеранів параметр щодо Юпітера — 3,196.